# Skamja
Skamja (ryska: Скамья) är by i Leningrad oblast i västra Ryssland. Byn ligger på östra sidan av sjön Peipus utflöde i floden Narva, mitt emot den estniska byn Vasknarva på andra sidan floden.